# Sofosbuvir
Sofosbuvir, som säljs under varumärket Sovaldi, Epclusa, Harvoni och Vosevi är ett läkemedel som används för behandling av Hepatit C. Det rekommenderas endast med en kombination av ribavirin, peginterferon-alfa, simeprevir, ledipasvir, daclatasvir eller velpatasvir. Läkemedlet botar cirka 97% av patienterna beroende på vilken typ av hepatit C-virus som är involverat. Säkerhet under graviditeten är oklart; medan några av de mediciner som används i kombination kan leda till skada på barnet. Det tas genom munnen.
Vanliga biverkningar inkluderar trötthet, huvudvärk, illamående och sömnbesvär. Biverkningar är vanligen vanligare i interferonhaltiga regimer. Sofosbuvir kan återaktivera hepatit B hos dem som tidigare har smittats. I kombination med ledipasvir, daclatasvir eller simeprevir rekommenderas inte amiodaron på grund av risken för onormalt långsam hjärtslag. Sofosbuvir är i den nukleotidanaloga familjen medicin och arbetar genom att blockera hepatit C NS5B-proteinet.
Sofosbuvir upptäcktes 2007 och godkändes för medicinsk användning i USA 2013. Det finns på Världshälsoorganisations lista över viktiga läkemedel, de mest effektiva och säkra mediciner som behövs i ett hälsosystem. Från och med 2016 kostar en behandling på 12 veckor i USA cirka $ 84 000, i USA 53 000 dollar, i Förenade kungariket, 45 000 dollar i Kanada och 483 USD i Indien. Över 60 000 personer behandlades med sofosbuvir under de första 30 veckorna som såldes i USA.